# Somain
Somain es una comuna francesa situada en el departamento de Norte, en la región de Alta Francia. Tiene una población estimada, en 2019, de 11 934 habitantes.
Está integrada en la Communauté de communes Cœur d'Ostrevent, de la cual es el municipio con mayor población.

## Demografía
| 2 233 | 2 239 | 2 387 | 2 274 | 2 544 | 2 535 | 2 836 | 3 065 | 3 386 | 3 650 | 3 835 | 4 221 | 5 110 | 5 590 | 5 796 | 6 043 | 6 042 | 6 093 | 6 545 | 9 048 | 8 641 | 11 058 | 11 577 | 10 511 | 10 764 | 13 643 | 15 228 | 15 261 | 14 096 | 12 620 | 11 971 | 12 013 | 12 099 | 11 934 |
| Para los censos de 1962 a 1999 la población legal corresponde a la población sin duplicidades (Fuente: INSEE [Consultar]) |       |       |       |       |       |       |       |       |       |       |       |       |       |       |       |       |       |       |       |       |        |        |        |        |        |        |        |        |        |        |        |        |        |

Forma parte de la aglomeración urbana de Valenciennes.

## Personalidades destacadas
- Manuel Jose Broutin (Somain, 1826 - San Sebastián, 1883) maestro de esgrima